# 60 (број)
60 је број, нумерал и име глифа који предтсавља тај број. 60 је природан број који се јавља после броја 59, а претходи броју 61.

## У математици
- Је најмањи број дељив са прва 6 природна броја. Такође то је најмањи број који има 12 делиоца
- У геометрији у јединицама за мерење угла - степену има 60 минута.
- Једнкаостранични троугао има три угла од 60 степени

## У науци
- Је атомски број неодијума, као и радиоактивног изотопа кобалта С-60

## Остало
- Је број минута у основној јединици времена сату, као и број секунди у минути
- Је међународни позивни број за Малезију[1]
- Је ограничење брзине у километрима у насељеним местма у многим државама
- Је ограничење брзине у миљама у насељеним местима у САД